# Клінгенмюнстер
Клінгенмюнстер (нім. Klingenmünster) — громада в Німеччині, розташована в землі Рейнланд-Пфальц. Входить до складу району Південний Вайнштрассе. Складова частина об'єднання громад Бад-Бергцаберн.
Площа — 10,72 км2. Населення становить 2267 ос. (станом на 31 грудня 2020).

## Галерея

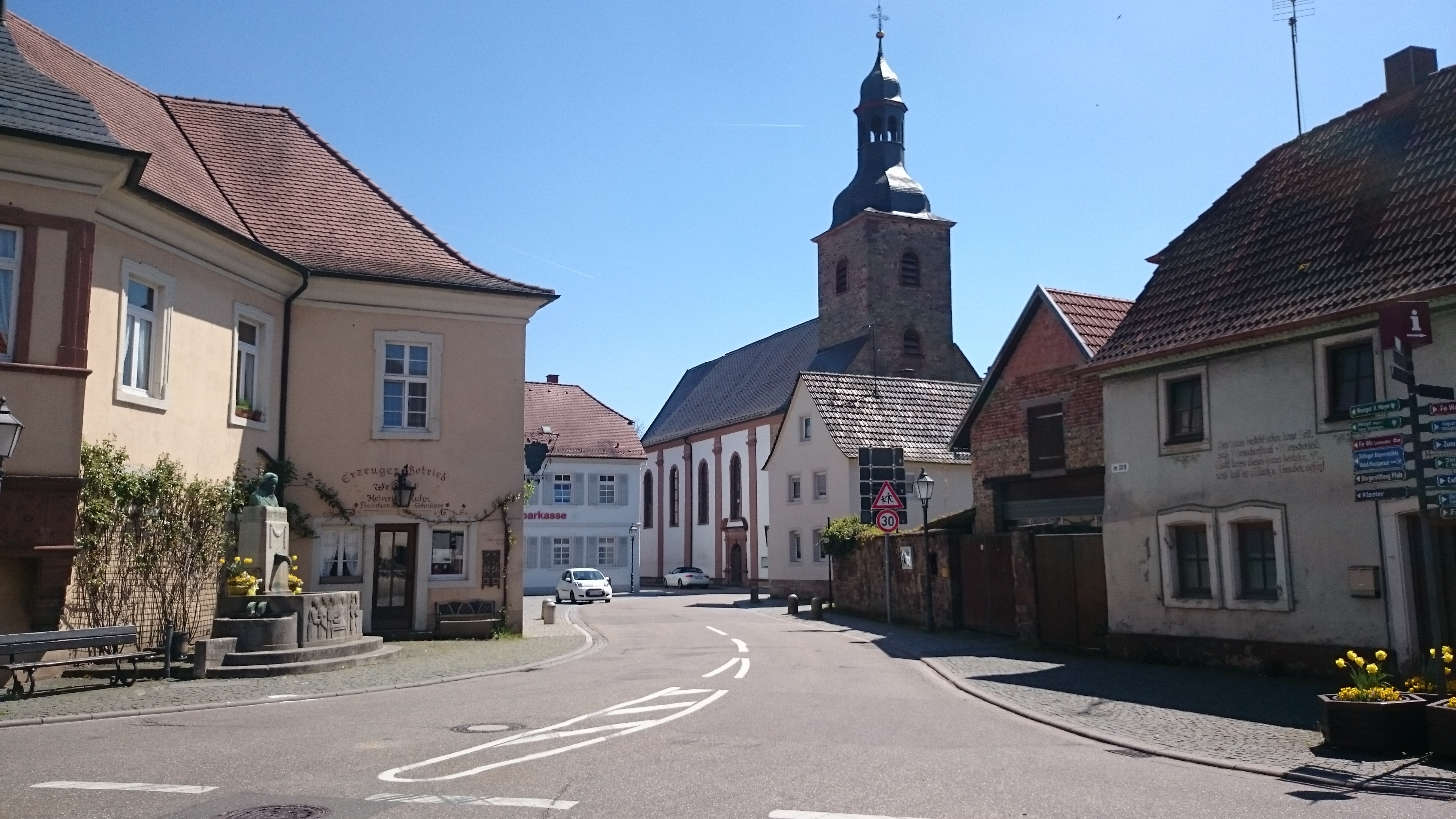
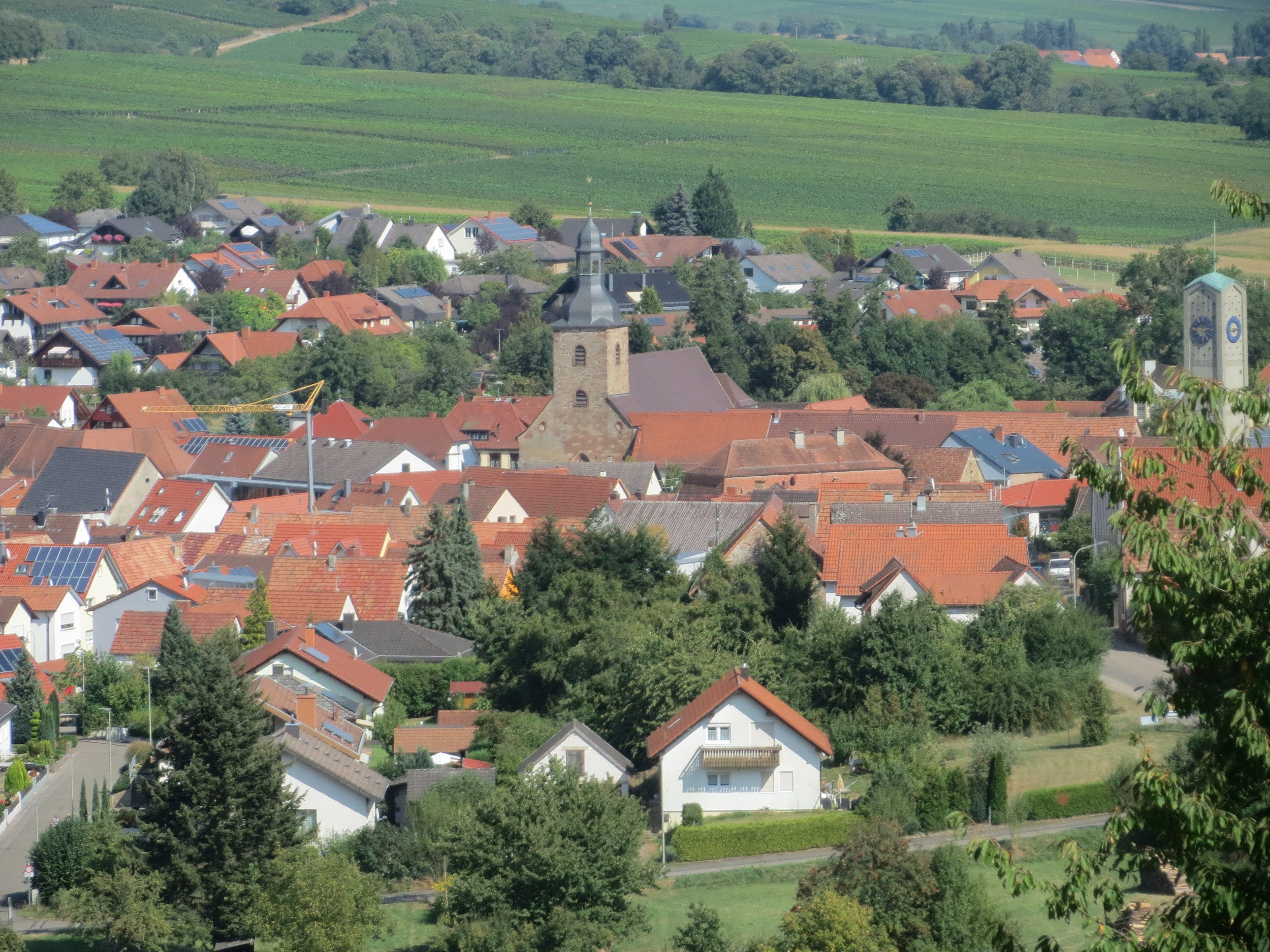
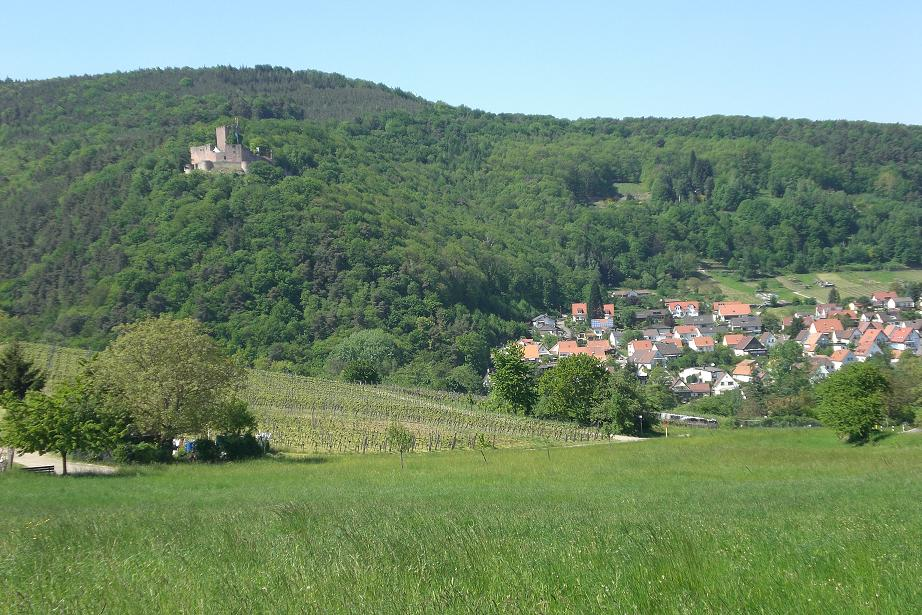
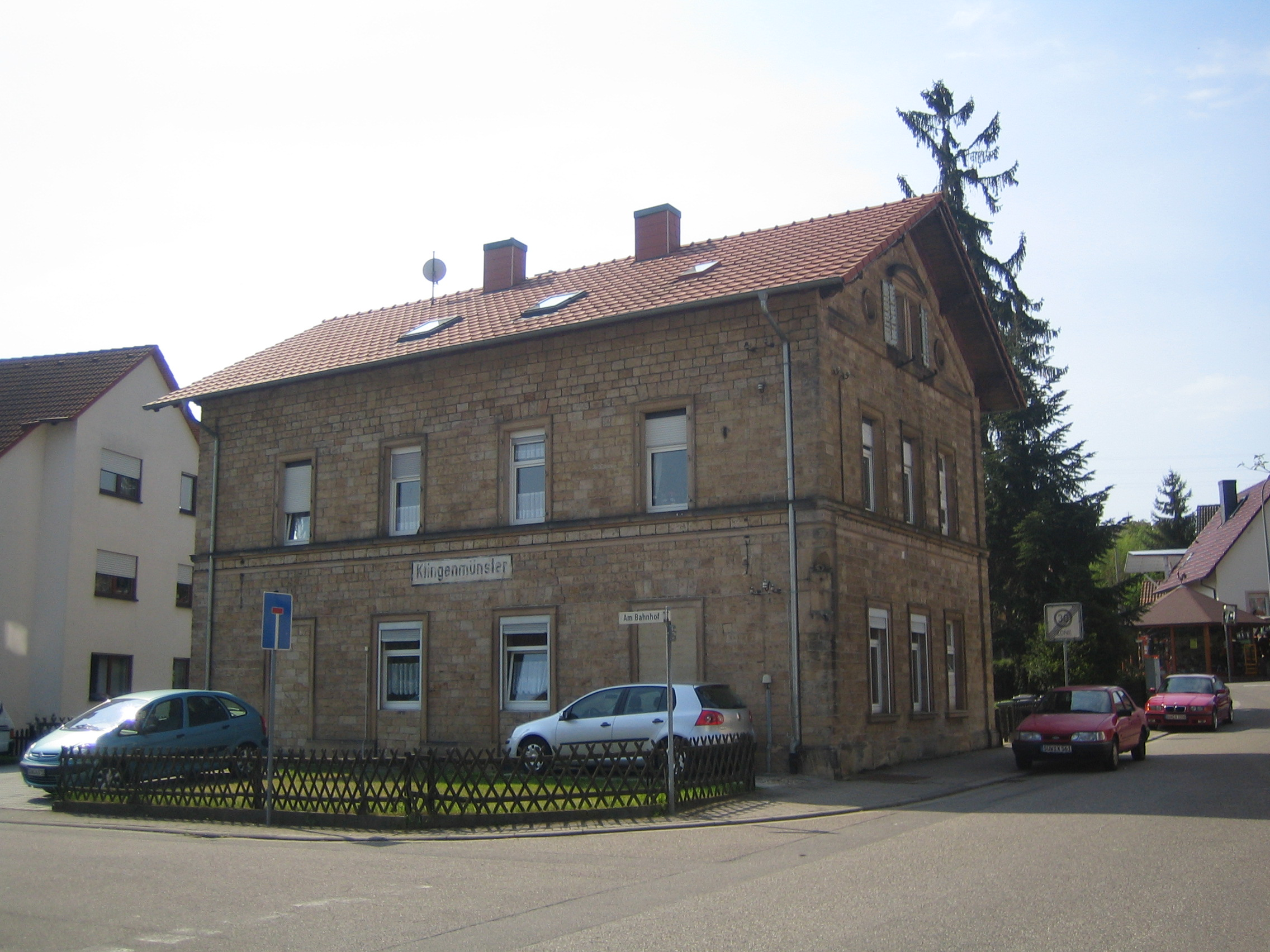
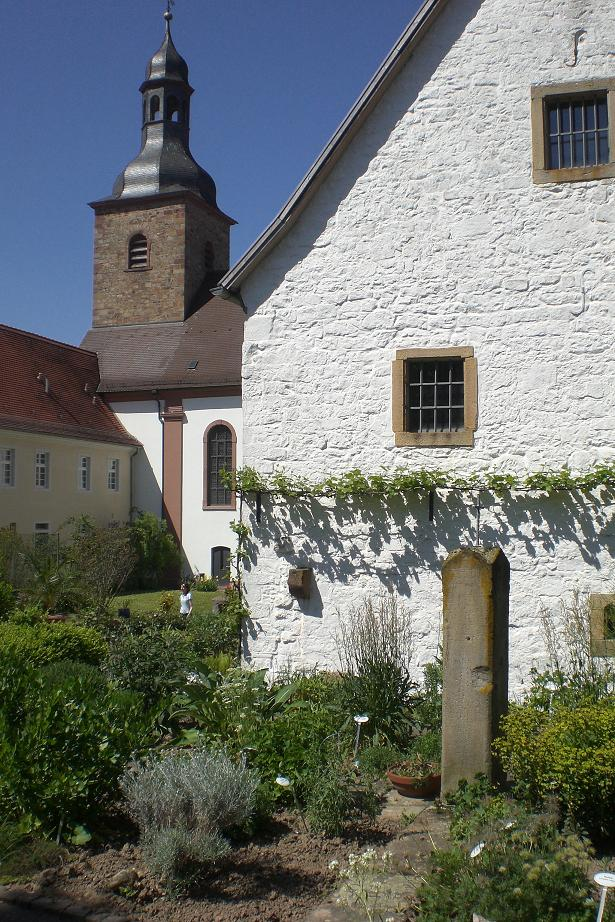
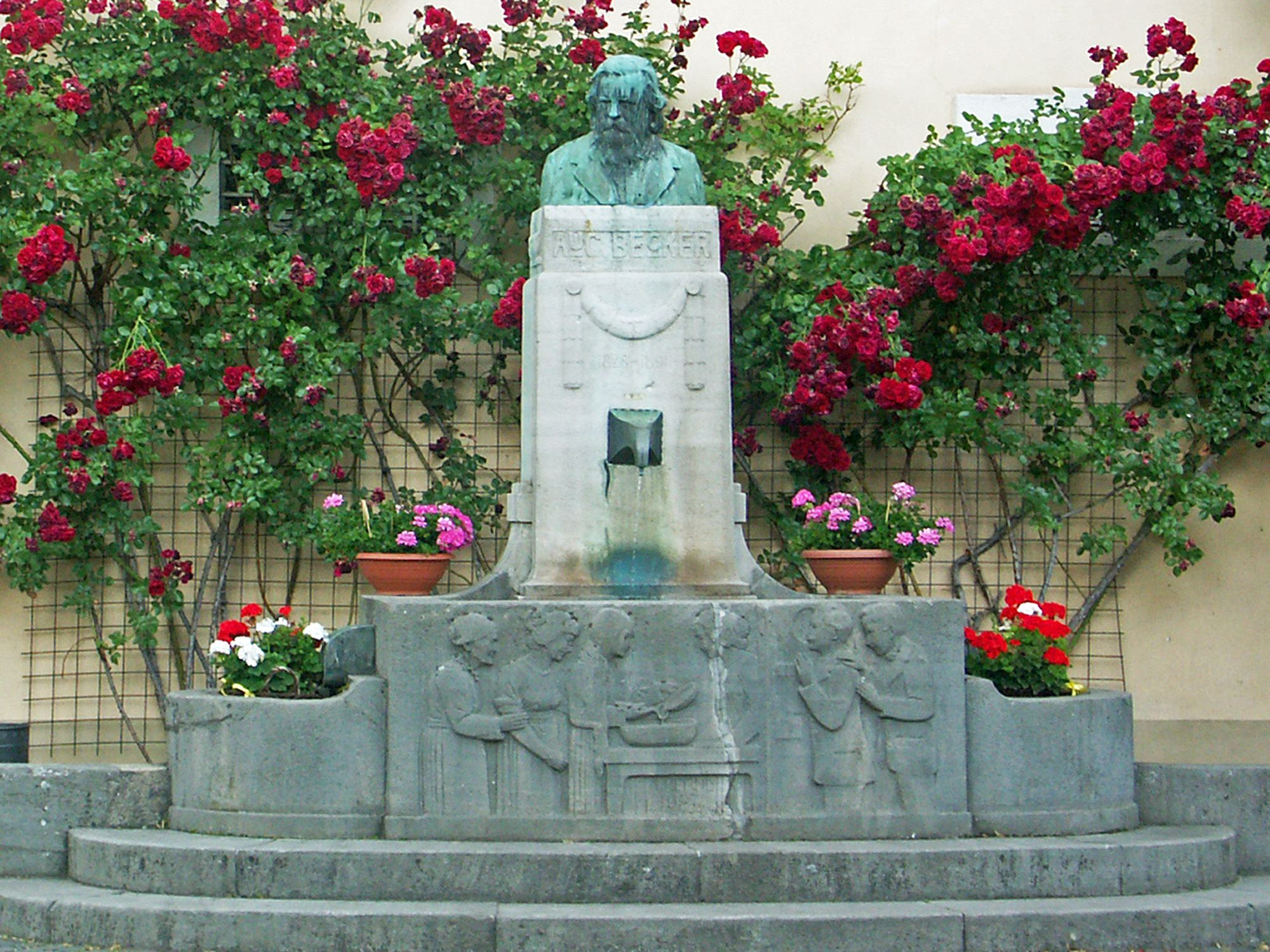

## Відомі особистості
В поселенні народився:
- Август Беккер (1828—1891) — німецький письменник.